# Osakis
Osakis è una città degli Stati Uniti d'America, situata in Minnesota, nella contea di Douglas e in parte nella contea di Todd.